# Fontane di Roma

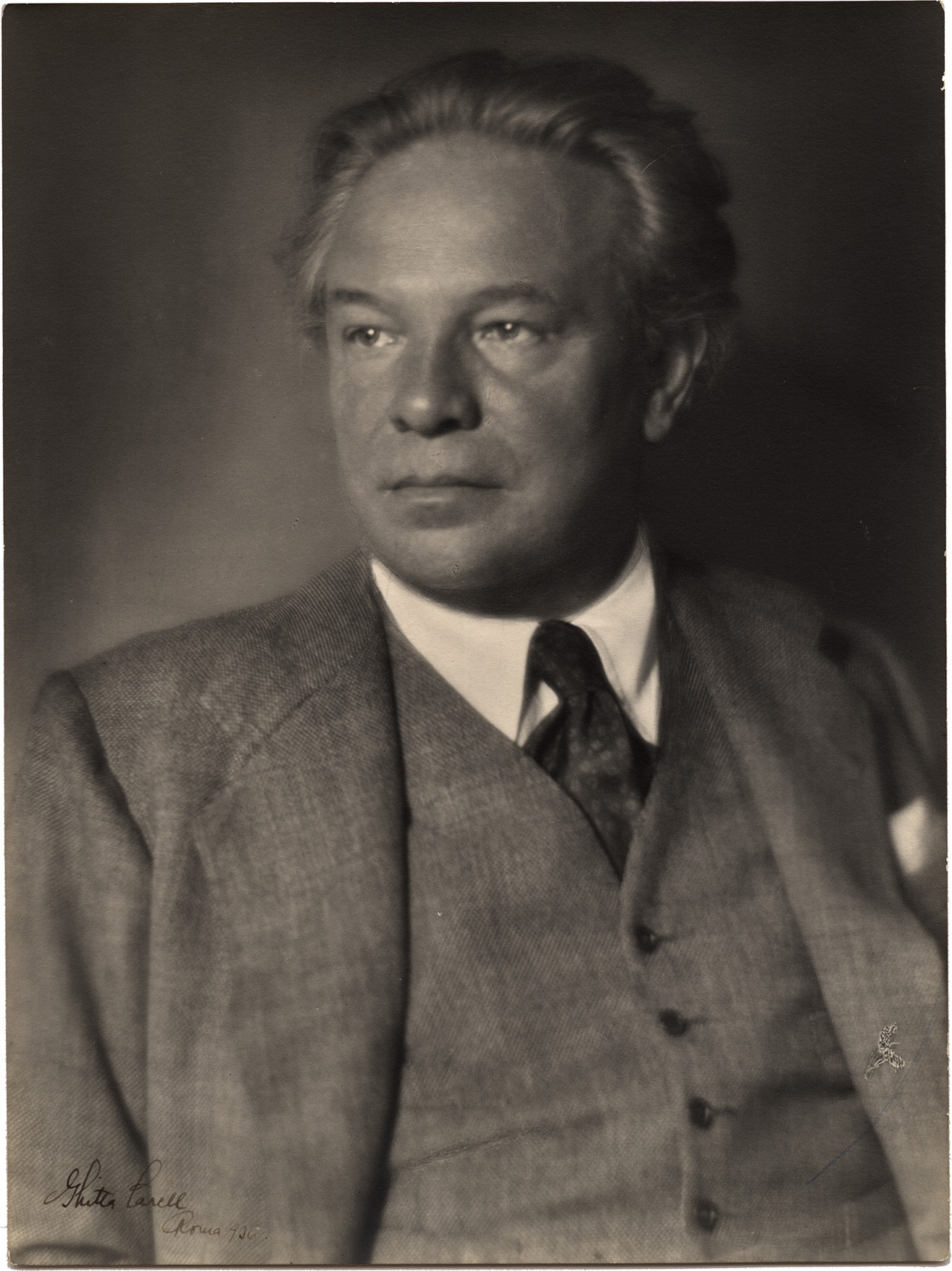
Respighi en 1936.

Fuentes de Roma, o en italiano Fontane di Roma, P 106, es un poema sinfónico para orquesta compuesto por Ottorino Respighi en 1916. La pieza programática retrata musicalmente cuatro fuentes localizadas en Roma, en concreto, intenta captar la atmósfera y las sensaciones en diferentes momentos del día en los que las fuentes están más en armonía con el entorno. Forma parte de la Trilogía romana, siendo el primero de sus tres poemas sinfónicos sobre la ciudad eterna, antes de Pini di Roma (1924) y Feste romane (1928).

## Historia

### Composición
La composición de esta obra finalizó en el verano de 1916. Todo comenzó en 1913 cuando Respighi se trasladó a Roma desde su ciudad natal, Bolonia. En la ciudad eterna las "maravillosas fuentes" y los "pinos como paraguas que aparecen en todas partes del horizonte" eran dos características que, en palabras del propio compositor, "[han] hablado a mi imaginación por encima de todo". Al parecer fue el sonido del gorgoteo peculiar de la fuente del Valle Giulia lo que inspiró para empezar a escribir su primer poema sinfónico.
Ottorino Respighi explicó que compuso Fontane di Roma "para reproducir por medio del tono una expresión de la naturaleza" y transmitir un sentimiento por los "principales acontecimientos de la vida romana". Esta obra es considerada su punto de inflexión más creativo, ya que constituyó su primer gran éxito como compositor orquestal y se ha convertido en su obra más conocida. En Roma, donde el agua ha sido buena desde tiempos inmemoriales, las fuentes públicas son una atracción en casi todas las plazas. Las fuentes sobre las que escribió Respighi, así como muchas otras de la zona, fueron en realidad creadas en estilo barroco en el siglo XVII por el escultor Bernini.

### Estreno y otras representaciones
El estreno se celebró el 11 de marzo de 1917 en el Teatro Augusteo de Roma con la interpretación de la Orquesta dell'Accademia Nazionale di Santa Cecilia bajo la batuta de Antonio Guarnieri. En principio Arturo Toscanini iba a ser el encargado de dirigir el estreno de este poema sinfónico el 26 de noviembre de 1916. Pero una semana antes Toscanini había dirigido en el Augusteo otro concierto que fue perturbado por una violenta manifestación contra la música alemana, debido a que estaban inmersos en la Primera Guerra Mundial. El director de orquesta había abandonado no solo el podio sino también Roma. En consecuencia, el concierto se pospuso y acabó siendo dirigido por Guarnieri sin cosechar éxito alguno. Toscanini, por su parte, dirigió la obra el 11 de febrero de 1918 en el Teatro de La Scala de Milán con una calurosa acogida.
La primera representación en Estados Unidos tuvo lugar el 13 de febrero de 1919. Poco después, Respighi fue nombrado director del Conservatorio di Santa Cecilia financiado por el Estado.

## Instrumentación
La partitura está escrita para una orquesta sinfónica romántica de tamaño mediano formada por:
- Viento madera: 1 flautín, 2 flautas, 2 oboes, 1 corno inglés, 2 clarinetes en la y si bemol, 1 clarinete bajo en la y si bemol, 2 fagotes.
- Viento metal: 4 trompas en fa, 3 trompetas en la y si bemol, 3 trombones, 1 tuba.
- Percusión: timbales, platillos, triángulo, glockenspiel, campana en re.
- Teclado: piano, órgano (ad libitum), celesta.
- Cuerda: 2 arpas y una sección de cuerdas con violines I y II, violas, violonchelos y contrabajos.

Asimismo, el propio compositor la transcribió para piano a cuatro manos (dúo).

## Estructura y análisis
La pieza consta de cuatro movimientos:
- I. La fontana di Valle Giulia all'alba (La fuente del Valle Giulia al amanecer). Andante mosso 6
4
- II. La fontana del Tritone al mattino (La fuente del Tritón por la mañana). Vivo 3
4
- III. La fontana di Trevi al meriggio (La fontana di Trevi al mediodía). Allegro moderato 3
4
- IV. La fontana di Villa Medici al tramonto (La fuente de Villa Médici al anochecer). Andante 4
4

La interpretación de la obra dura aproximadamente 15 minutos. Los cuatro movimientos se interpretan sin pausa. El compositor precedió a la partitura y cada movimiento con un programa en el que describe lo que va a retratar musicalmente:

«In questo poema sinfonico l'autore ha inteso di esprimere sensazioni e visioni suggeritegli da quattro fontane di Roma, considerate nell'ora in cui il loro carattere è più in armonia col paesaggio circostante o in cui la loro bellezza appare meglio suggestiva a chi le contempli.»
«En este poema sinfónico el autor ha intentado expresar sensaciones y visiones que le sugieren cuatro fuentes de Roma, consideradas en el momento en que su carácter está más en armonía con el paisaje circundante o en que su belleza se muestra más impactante a quienes las contemplan.»

### I.La fontana di Valle Giulia all'alba. Andante mosso

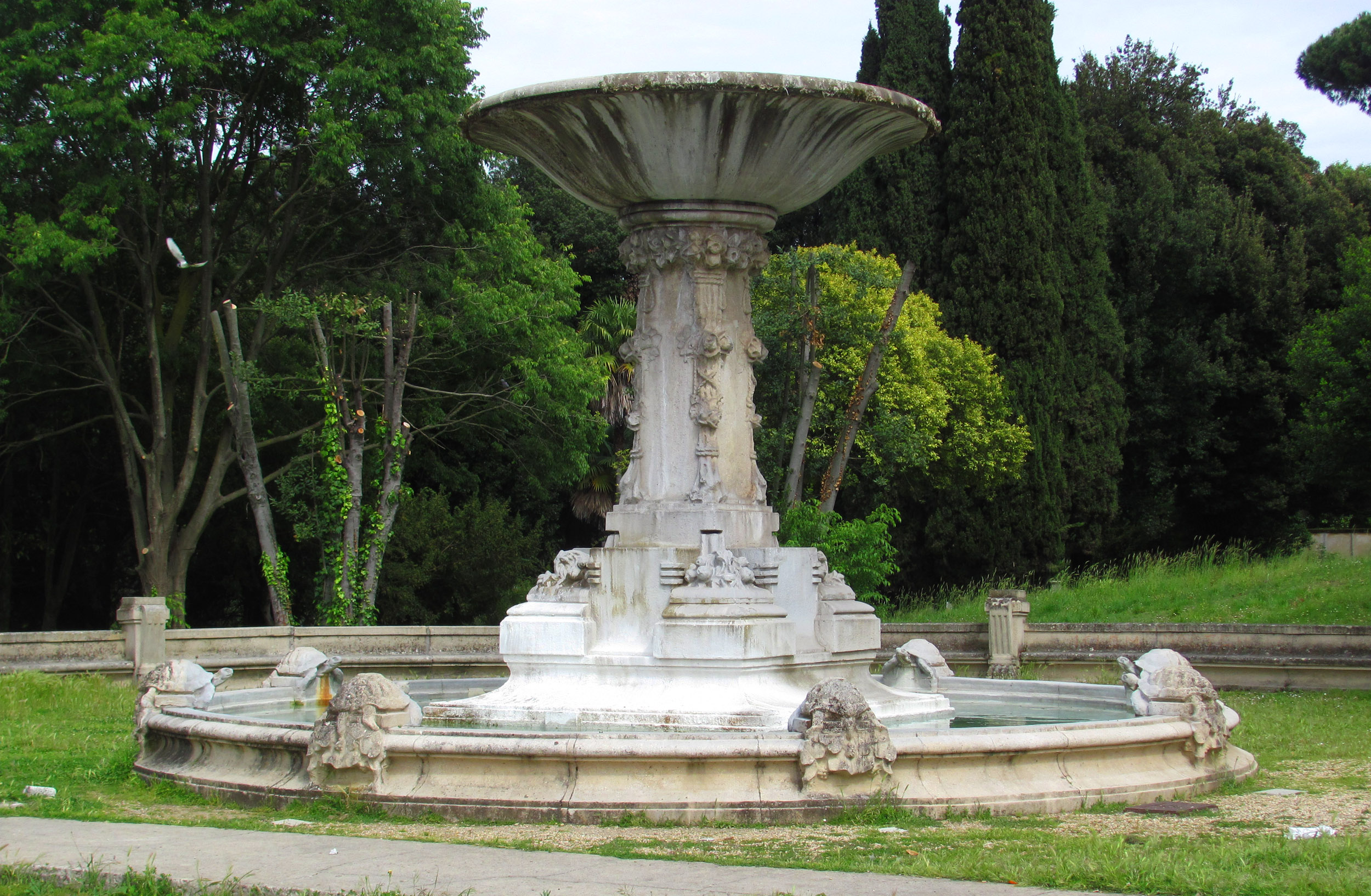
Fontane delle Tartarughe en Villa Borghese, Roma.

El primer movimiento, La fontana di Valle Giulia all'alba o La fuente del Valle Giulia al amanecer, lleva la indicación Andante mosso y está en compás de 6/4. Según el programa descrito por el compositor:

«La prima parte del poema, ispirata alla fontana di Valle Giulia, evoca un paesaggio pastorale: mandrie di pecore passano e dileguano nella bruma fresca e umida di un'alba romana.»
«La primera parte del poema, inspirada en la fuente del Valle Giulia, evoca un paisaje pastoril: rebaños de ovejas pasan y se pierden en la bruma fresca y húmeda de un amanecer romano.»

La pieza se abre con el tranquilo goteo del agua de la fuente del Valle Giulia (violines segundos) y el canto de los pájaros en el amanecer romano (violines primeros). Las melodías de los gaiteros que acompañan a los rebaños son expuestas por el timbre del oboe al que responde el clarinete. Tras una serie de notas repetidas, el oboe retoma su tema en tresillos. El corno inglés crea una atmósfera de anticipación en la que el flautín y el fagot retoman el tema inicial del oboe. La salida del sol se confía a un cambio de tonalidad mientras el oboe y el violonchelo solista enuncian un tema intensamente cantable que retoma el clarinete. En la parte final los rebaños se alejan acompañados por el tema inicial expuesto esta vez por la flauta a la que responden el oboe y el clarinete.

### II.La fontana del Tritone al mattino. Vivo

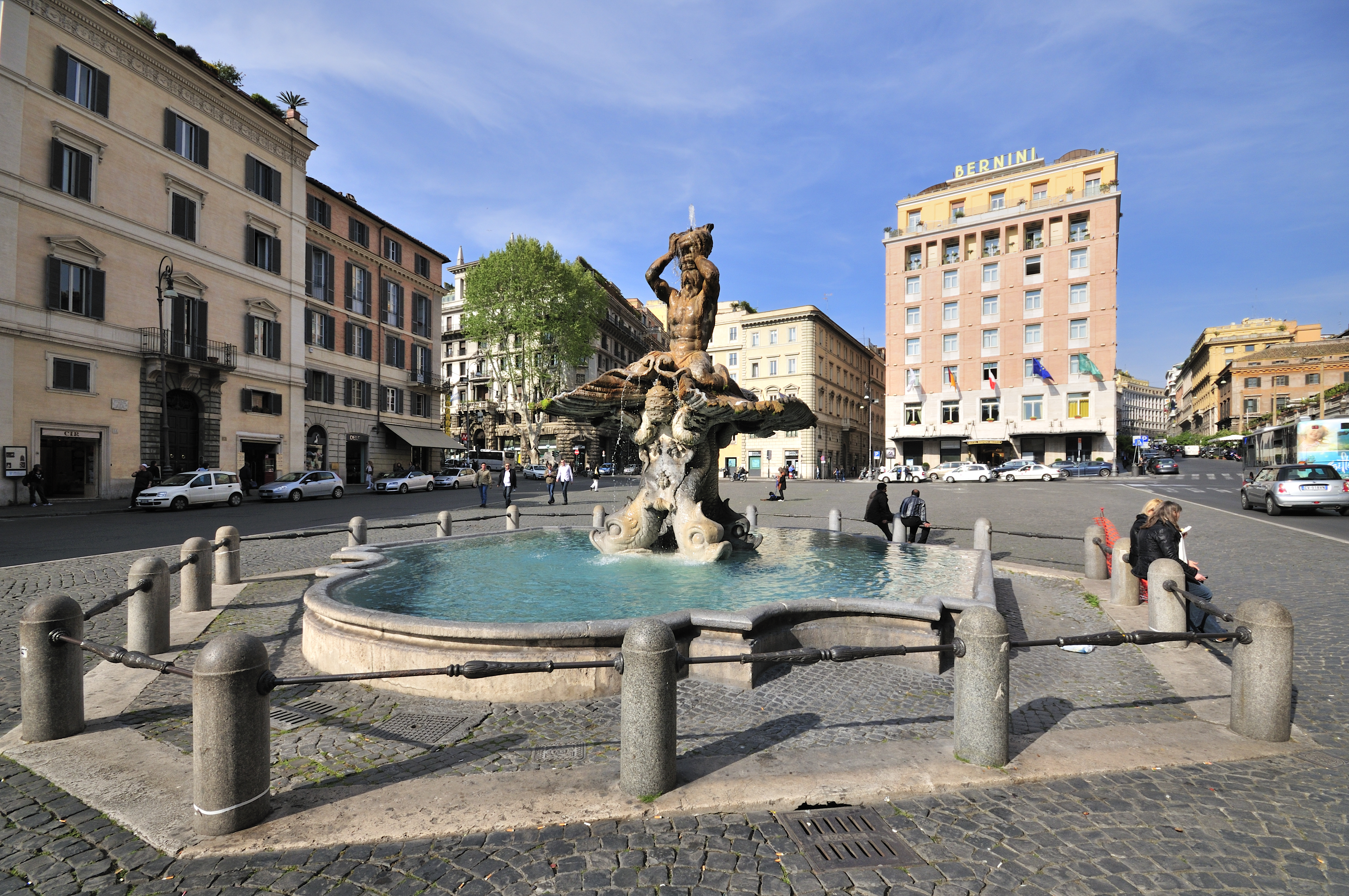
Fuente del Tritón, Roma.

El segundo movimiento, La fontana del Tritone al mattino o La fuente del Tritón por la mañana, lleva la indicación de tempo Vivo y está en compás de 3/4. Según el programa descrito por el compositor:

«Un improvviso squillare fortissimo dei corni sui trilli di tutta l'orchestra inizia la seconda parte. È come un richiamo gioioso cui accorrono frotte di naiadi e tritoni che s'inseguono e fra gli spruzzi d'acqua intessono una danza sfrenata.»
«Un repentino toque fortissimo de las trompas sobre trinos de toda la orquesta inicia la segunda parte. Es como una alegre llamada a la que acuden hordas de náyades y tritones que se persiguen unos a otros y entre las salpicaduras del agua tejen una danza desenfrenada.»

Cabe destacar la presencia casi permanente de las trompas desde el primer compás, que recuerdan el sonido de la concha en la que sopla Tritón, la deidad marina representada en la fuente. El elemento temático de la pieza presentado por las flautas, clarinetes y arpas es retomado por las cuerdas dando lugar a un primer crescendo. Tras un interludio cromático confiado a las flautas y las trompetas, el ambiente se anima aún más gracias al glissando de las arpas que conduce a un chispeante fortissimo. La atmósfera se desvanece y la repetición del tema cromático por las trompetas nos conduce a la siguiente pieza.

### III.La fontana di Trevi al meriggio. Allegro moderato

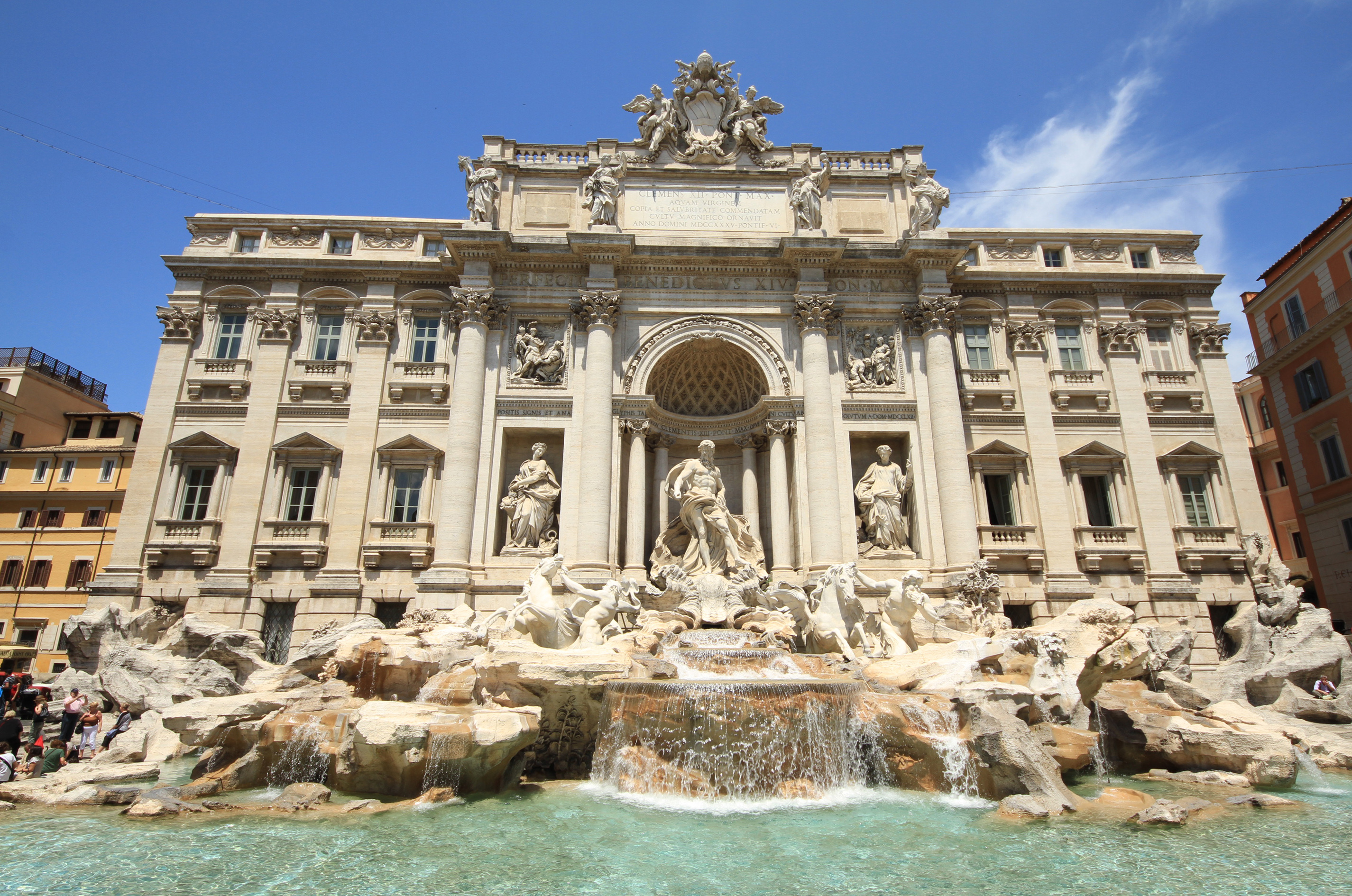
Fontana di Trevi, Roma.

El tercer movimiento, La fontana di Trevi al meriggio o La fontana di Trevi al mediodía, lleva la indicación Allegro moderato y está en compás de 3/4. Según el programa descrito por el compositor:

«Un tema solenne appare intanto sul mareggiare dell'orchestra. È la fontana di Trevi al meriggio. Il tema solenne passando dai legni agli ottoni assume un aspetto trionfale. Echeggiano fanfare: passa sulla distesa radiosa delle acque il carro di Nettuno tirato da cavalli marini e seguito da un corteo di sirene e tritoni. E il corteo si allontana mentre squilli velati echeggiano a distanza.»
«Un tema solemne aparece entretanto sobre el oleaje de la orquesta. Es la Fontana di Trevi al mediodía. El tema solemne pasando de las maderas a los metales adquiere un aspecto triunfal. Resuenan las fanfarrias: pasa sobre la superficie radiante del agua el carro de Neptuno tirado por caballos marinos, seguido de un cortejo de sirenas y tritones. Y el cortejo se aleja mientras trompetas veladas resuenan en la distancia.»

Aunque lo que se retrata es una fuente parece evocar un paisaje marino en el que la orquesta nos trae vívidas imágenes de olas. La majestuosidad de la escena es presentada de inmediato por el tema principal que se encomienda a fagotes, clarinetes y trompas y que luego es dialogado por los metales. El crescendo ininterrumpido hasta llegar al fortissimo coronado por la entrada del órgano retrata el paso del carro de Neptuno. La comitiva de sirenas y tritones se aleja acompañado por tenues toques de trompeta. Por último la melodía de los clarinetes restablece la tranquilidad.

### IV.La fontana di Villa Medici al tramonto. Andante

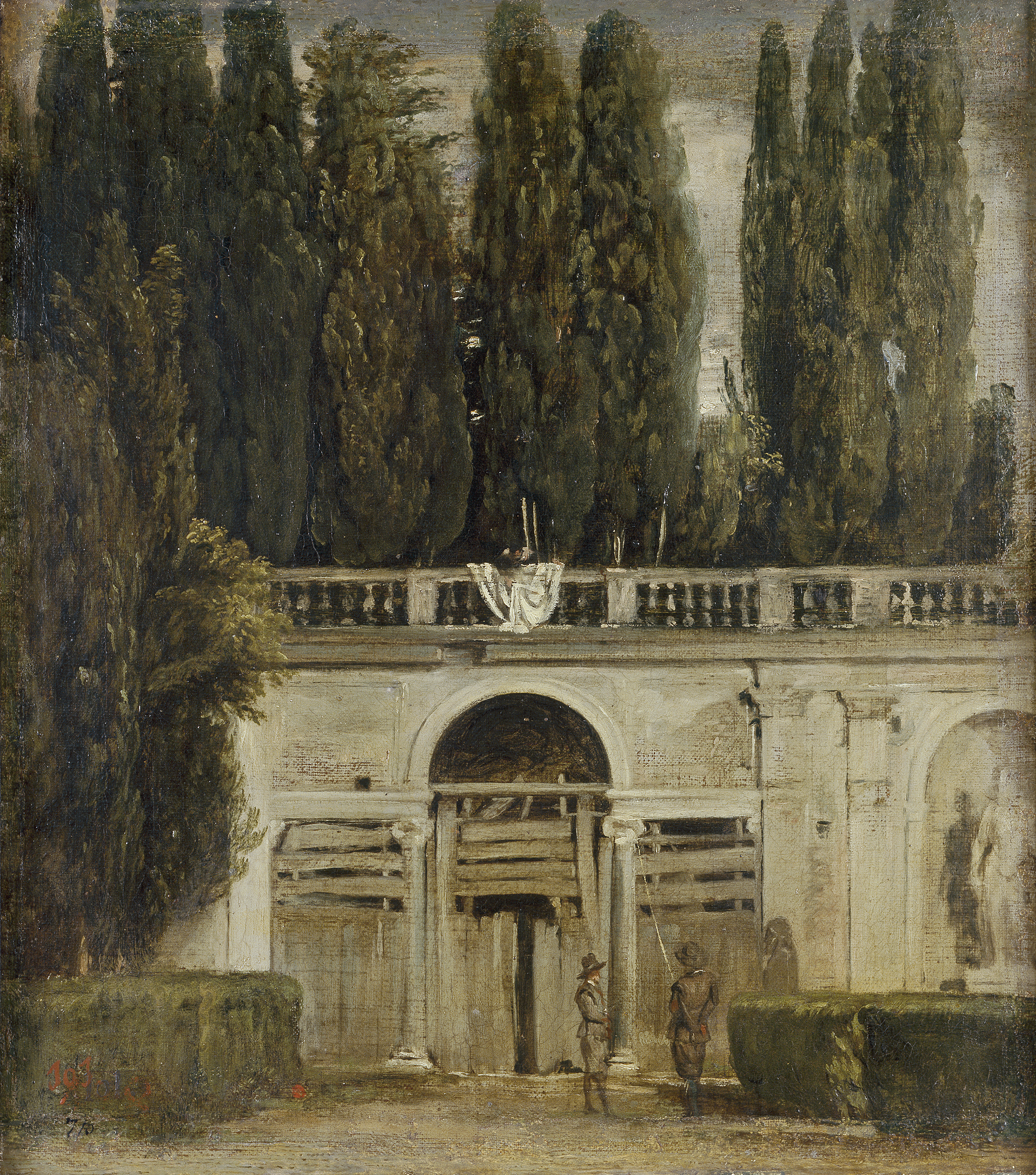
Villa Medici de Diego Velázquez.

El cuarto y último movimiento, La fontana di Villa Medici al tramonto o La fuente de Villa Médici al anochecer, lleva la indicación Andante y mantiene el compás de 4/4. Según el programa descrito por el compositor:

«La quarta parte si annunzia con un tema triste che si leva su di un sommesso chiocciolio. È l'ora nostalgica del tramonto. L'aria è piena di rintocchi di campane, di bisbigli di uccelli, di brusii di foglie. Poi tutto si quieta dolcemente nel silenzio della notte.»
«La cuarta parte se anuncia con un tema triste que se eleva hasta un tenue murmullo. Es la hora nostálgica del ocaso. El aire está lleno del tañido de las campanas, el susurro de los pájaros, el crujido de las hojas. Después todo se calma suavemente en el silencio de la noche.»

Esta pieza trata de entrelazar los sonidos de la naturaleza con el gorgoteo del agua de la fuente. El "tenue murmullo" al que aluden las anotaciones de Respighi recae en los sonidos del arpa y la celesta que evocan el borboteo de la fuente de Villa Médici, mientras que el "tema triste" es presentado por las flautas y el corno inglés. Tras los primeros pasajes, se escucha el tañido de una campana, que la partitura indica como "molto lontana" (muy lejana) y que estará presente de forma fugaz a lo largo de todo el movimiento. Un tema secundario dulce y aún más triste es encomendado al violín solista y a los violines segundos, al que responden a continuación los violonchelos. El "susurro de los pájaros" y el "crujido de las hojas" son representados en el siguiente episodio, en el cual los trinos de las cuerdas y los breves motivos de viento se inspiran en el canto de los pájaros. En la sección de cierre reaparecen los temas principal y secundario, ambos a cargo de los violines y sobre ellos las flautas y el flautín representan las gotas de agua de la fuente. La estampa se va difuminando poco a poco hasta extinguirse en las notas de los violines segundos.

## Recepción de la obra
Fontane di Roma no fue aceptada de forma inmediata, pero acabó reportando un enorme éxito, riqueza y reputación a Respighi. Tras el estreno encontró la hostilidad de la crítica y del público. El propio Respighi se convenció de que se había equivocado y ni siquiera asistió a la interpretación dirigida por Toscanini el 11 de febrero de 1918 en el Teatro de La Scala de Milán. Esta representación, en cambio, fue un éxito. El editor Ricordi se apresuró a telegrafiar que tenía la intención de publicar la partitura, y comenzó una gira internacional que aún continúa. El compositor tuvo que convencerse de que no se había desviado en absoluto, sino que al fin había encontrado su camino. Según el libro Ottorino Respighi, dati biografici ordinati da Elsa Respighi, sucedió así:

«(...) Roma, 11 de marzo de 1917. En el estreno Augusteo de Fontane de Roma dirigidas por Antonio Guarnieri. Éxito más bien frío, con muchos abucheos al final de la obra (...) Críticas desfavorables de casi toda la prensa (...) Respighi me contó más tarde que su impresión aquel día fue la de una "obra perdida", hasta el punto de que cogió la partitura y la guardó en un cajón donde permaneció varios meses. Sólo para cumplir con la invitación de Toscanini de enviarle una de sus obras para los conciertos que dirigió en Milán en febrero de 1918, Respighi, no teniendo nada más preparado, decidió sacar Fontane y enviársela al maestro, naturalmente sin molestarse en asistir a la representación, ni remotamente esperar un éxito. Cuando llegó un telegrama del editor Ricordi felicitándole por su grandioso éxito y pidiendo que se imprimiera el poema sinfónico, Respighi cayó de las nubes, fue a comprarse un Corriere della sera y tuvo que convencerse de que el éxito debía de ser verdaderamente excepcional si lo había registrado incluso el crítico Cesari, que nunca ha sido demasiado tierno con Respighi.»

Tras el triunfo de Toscanini en La Scala Fontane di Roma fue "aclamada como una de las obras sinfónicas más bellas" en el periódico Pittsburg Daily Post.
Para Giacomo Manzoni se trata de "una de las obras sinfónicas más felices de Respighi, nacida de una inspiración sincera, sin intenciones innovadoras, pero animada por un fresco sentido del color y un lirismo sencillo, típicamente italiano, con un timbre extraordinariamente audaz, no inmune a las influencias impresionistas".
En la actualidad tanto este poema sinfónico como los otros dos que conforman la Trilogía romana siguen cosechando éxitos internacionales.

## Grabaciones
Arturo Toscanini llevó a cabo una grabación de la obra con la Orquesta Sinfónica de la NBC en el Carnegie Hall en 1951. Dicha grabación fue monoaural de alta fidelidad, se publicó en LP y más tarde fue remasterizada digitalmente para su publicación en disco compacto por el sello RCA Victor. Entre 1959 y 1960 fue grabada en sonido estereofónico por la Orquesta Sinfónica de Chicago bajo la batuta de Fritz Reiner en el Orchestra Hall, también para RCA junto a La mer de Claude Debussy.